# María Clara Vega
María Clara del Valle Vega es una docente y política argentina. Se desempeñó como diputada nacional por la provincia de La Rioja entre 2016 y 2017, siendo senadora nacional por la misma provincia desde 2019 hasta 2023.

## Biografía
En 1991 se recibió de profesora de historia en la Universidad Nacional de La Rioja, y en 2001 de licenciada en ciencia política, en la misma casa de estudios. Docente de profesión, integró un grupo de docentes autoconvocados por fuera de las organizaciones gremiales. Presidió la ONG Foro de Mujeres Ciudadanas.
De militancia peronista, en las elecciones legislativas de 2013 fue candidata a diputada nacional en la lista de la Fuerza Cívica Riojana, alianza conformada entre la Unión Cívica Radical, la Coalición Cívica ARI y el Partido Socialista.
En marzo de 2016 asumió como diputada nacional por la provincia de La Rioja, para completar el mandato de Julio Martínez, quien había asumido como Ministro de Defensa de la Nación. Allí fue secretaria de la Comisión de Comercio, y vocal en las comisiones de Cultura; Defensa Nacional; Vivienda y Ordenamiento Urbano; Economía; Asuntos Cooperativos, Mutuales y de Organizaciones no Gubernamentales; y de Defensa del Consumidor, del Usuario y de la Competencia.
En las elecciones legislativas de 2017 fue candidata a segunda senadora nacional suplente en la lista de Cambiemos-Fuerza Cívica Riojana. El 20 de diciembre de 2019 asumió como senadora nacional por La Rioja, completando el mandato de Olga Inés Brizuela y Doria, quien asumió como intendenta de la ciudad de La Rioja.
Su asunción fue demorada por una disputa judicial, ya que el radicalismo riojano argumentaba que José María Rivero debía reemplazar a Brizuela y Doria por haber ocupado el primer lugar como candidato a senador suplente en la lista de 2017. Vega por su parte citaba la Ley de Paridad de Género en Ámbitos de Representación Política (aunque no se había sancionado al momento de la elección), por la cual le correspondía la banca. Finalmente el Juzgado Federal de La Rioja resolvió el planteo y Vega ocupó una banca en el Senado. Tras asumir, se abstuvo de votar la Ley 27.541 de Solidaridad Social y Reactivación Productiva.
Se alejó del bloque de Juntos por el Cambio, conformó el monobloque Mediar Argentina, y se integró a un interbloque con los senadores Carlos Reutemann, Juan Carlos Romero y Carmen Lucila Crexell.
Integra como vocal las comisiones de Legislación General; de Industria y Comercio; de Economías Regionales; de Población y Desarrollo Humano; de Educación y Cultura; y de Banca de la Mujer.